# 大学路 (巴黎)

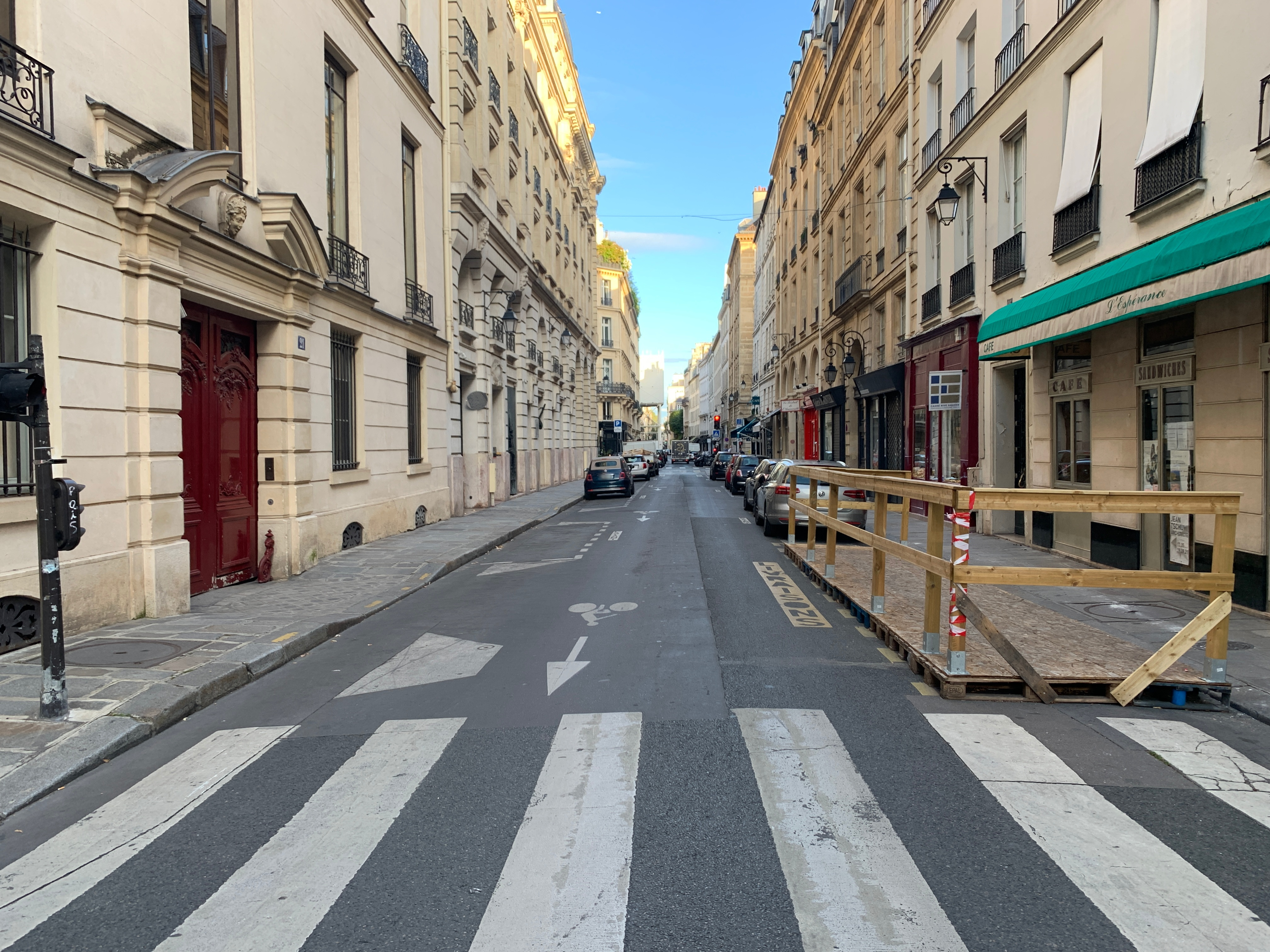
大學路（2021年8月）

大学路（Rue de l'Université ）是法国首都巴黎的一条街道，位于巴黎第七区。 

## 位置
大学路全长2,785米，长度居巴黎各街道的第十位，宽度介于10.5米到15米之间，平行于塞纳河，相距只有数百米。
大学路东起rue des Saints-Pères路口，然后向西北，穿过圣日耳曼大道，并继续向西，经过波旁宫广场、荣军院大街，最后结束于埃菲尔铁塔的东北广场。

## 命名

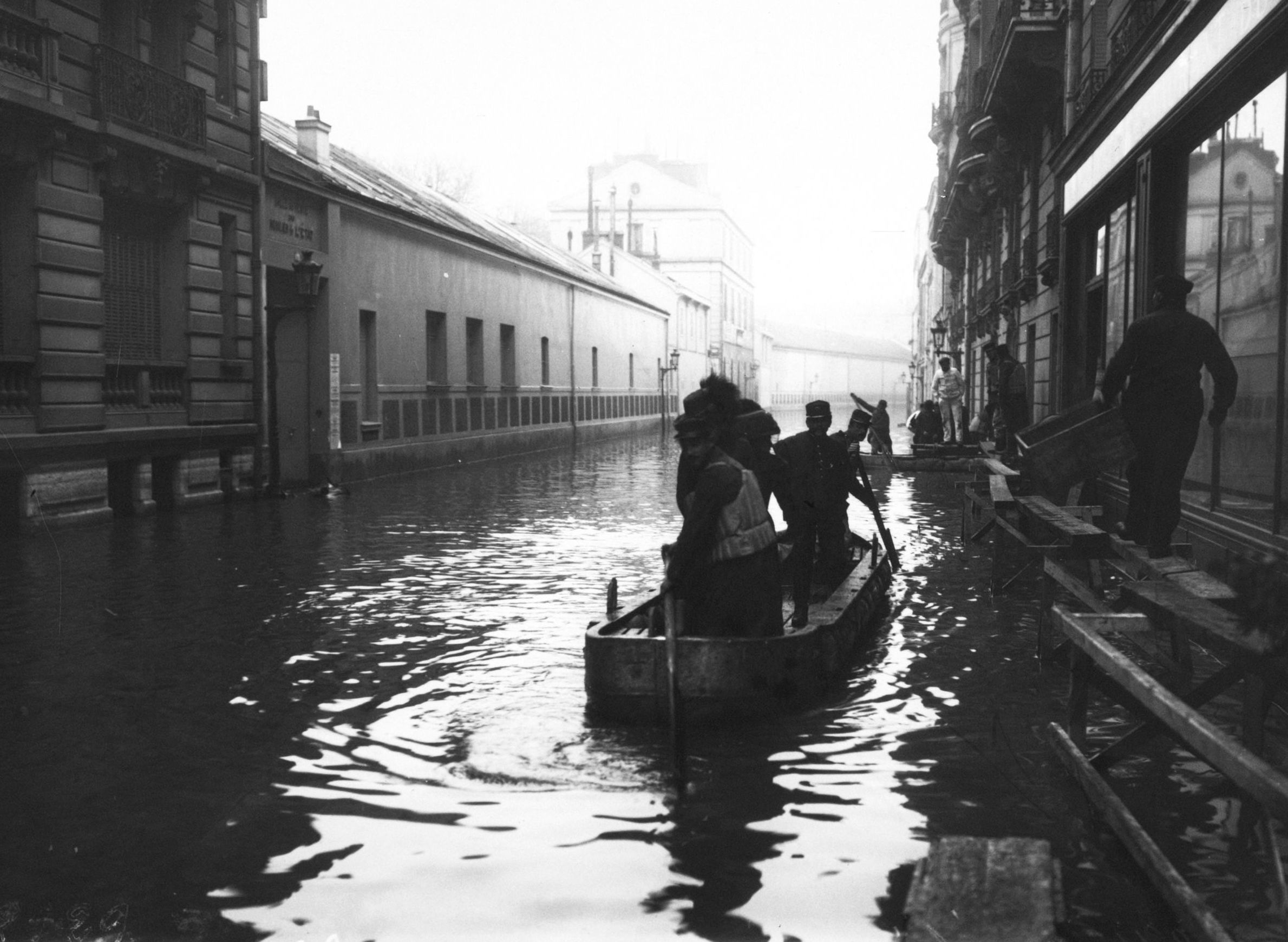
1910年巴黎大水期间的大学路

在12世纪，巴黎大学获得塞纳河左岸，圣日耳曼德佩修道院西侧的一块土地。1639年，大学将其出售，开发的新区的主街就命名为大学路。后来，大学路又穿过，延伸到战神广场。

## 历史

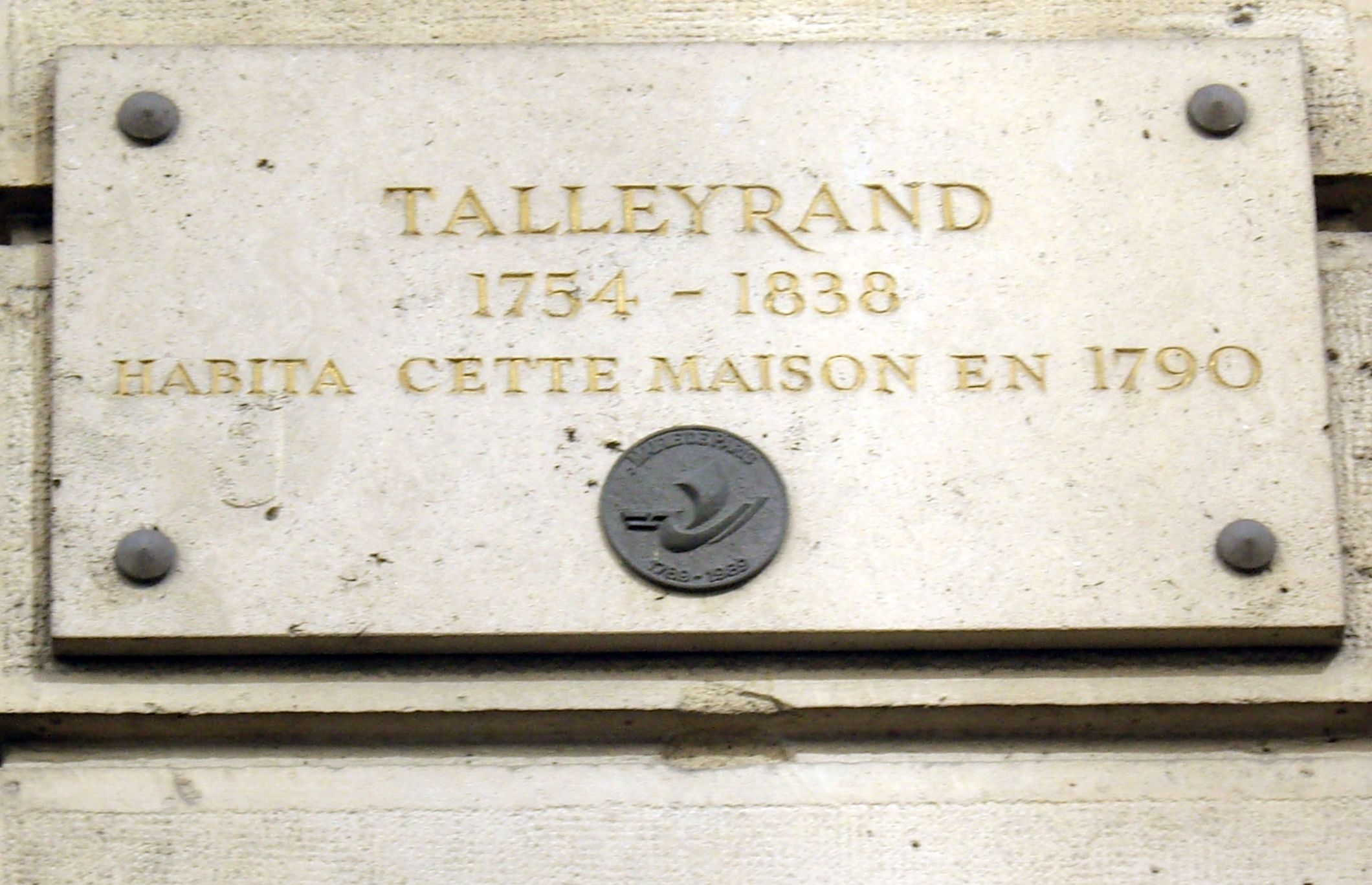
7号，夏尔·莫里斯·德塔列朗-佩里戈尔故居
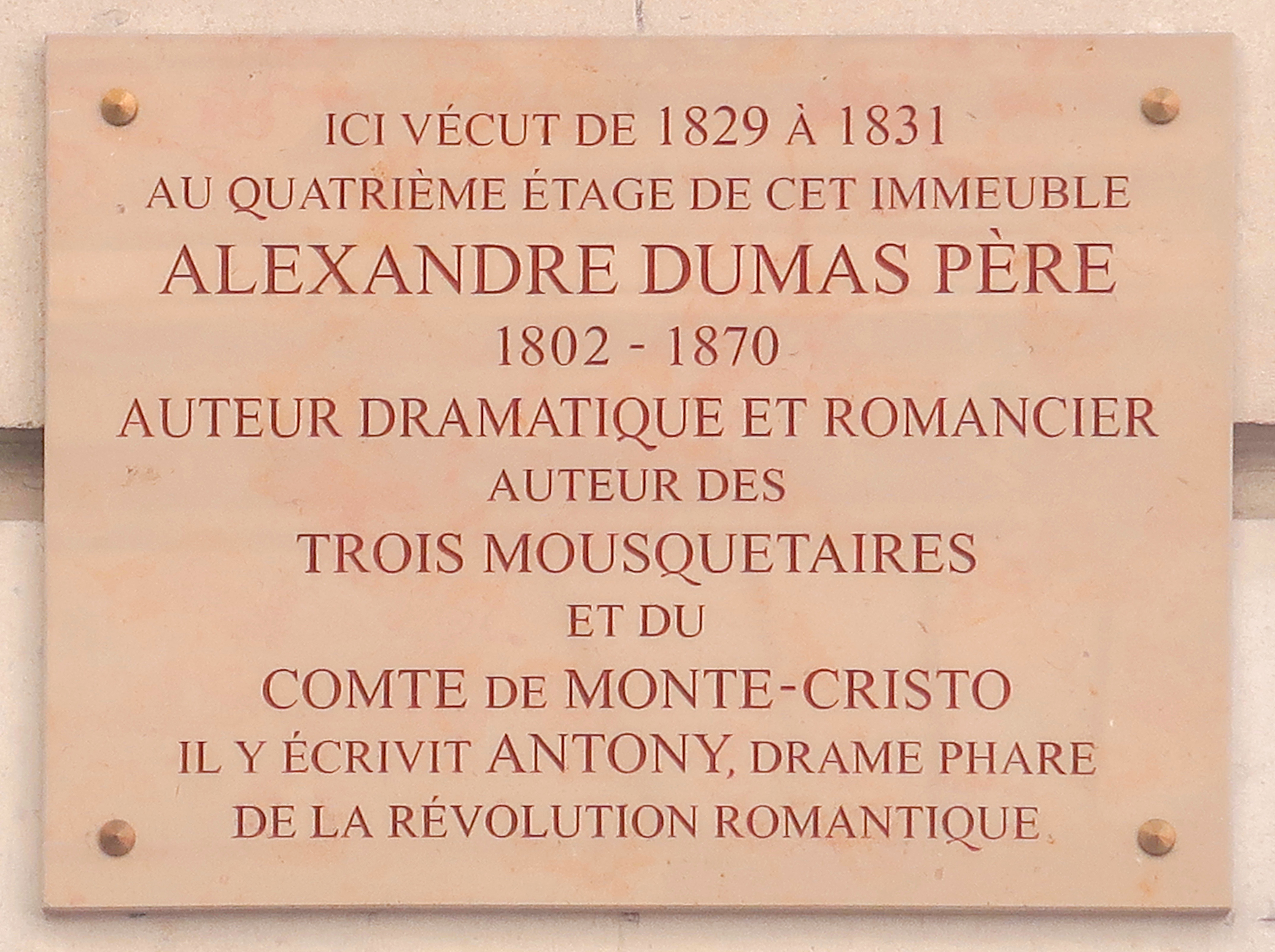
大仲马故居.
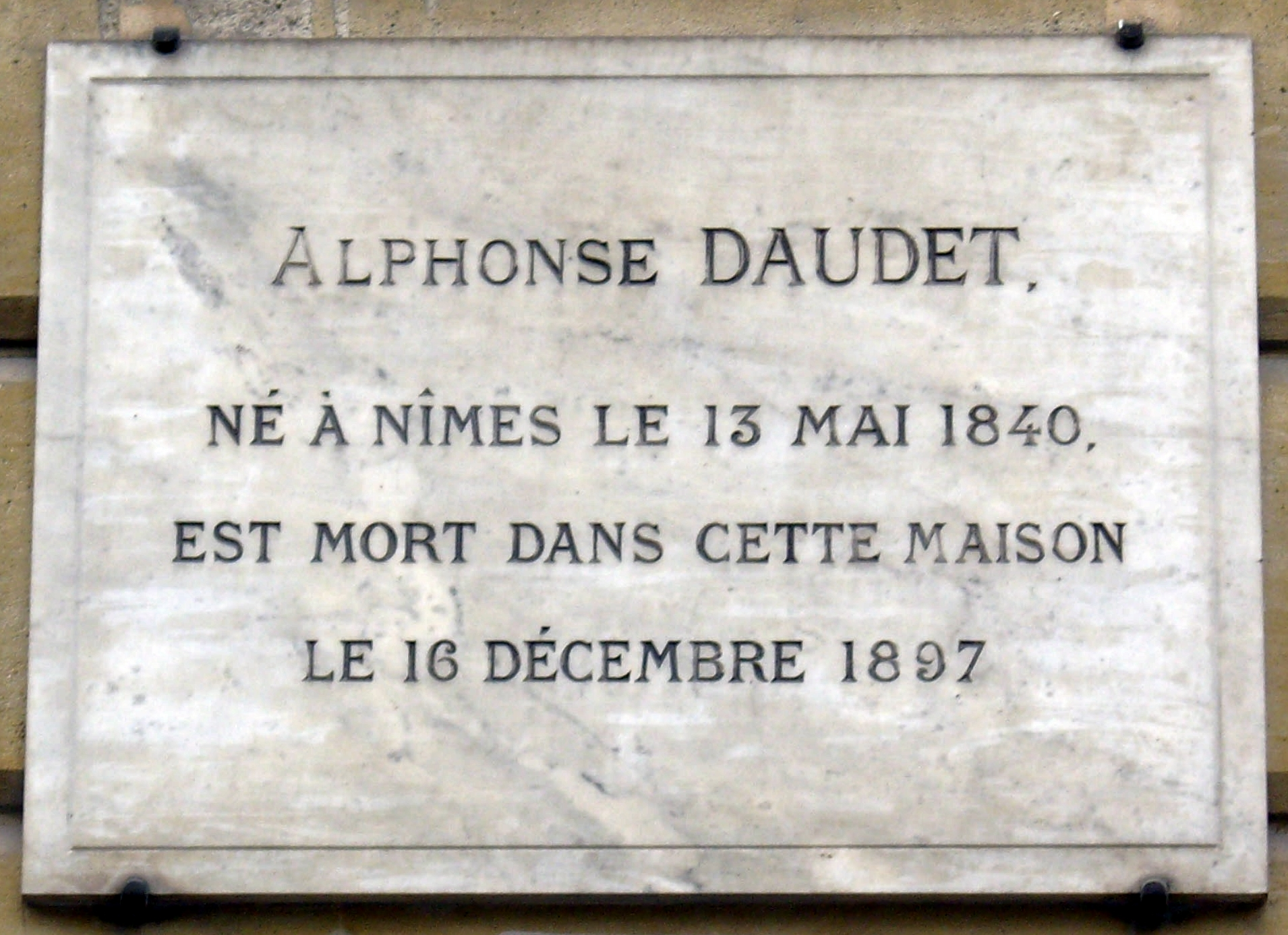
41号，阿尔封斯·都德故居
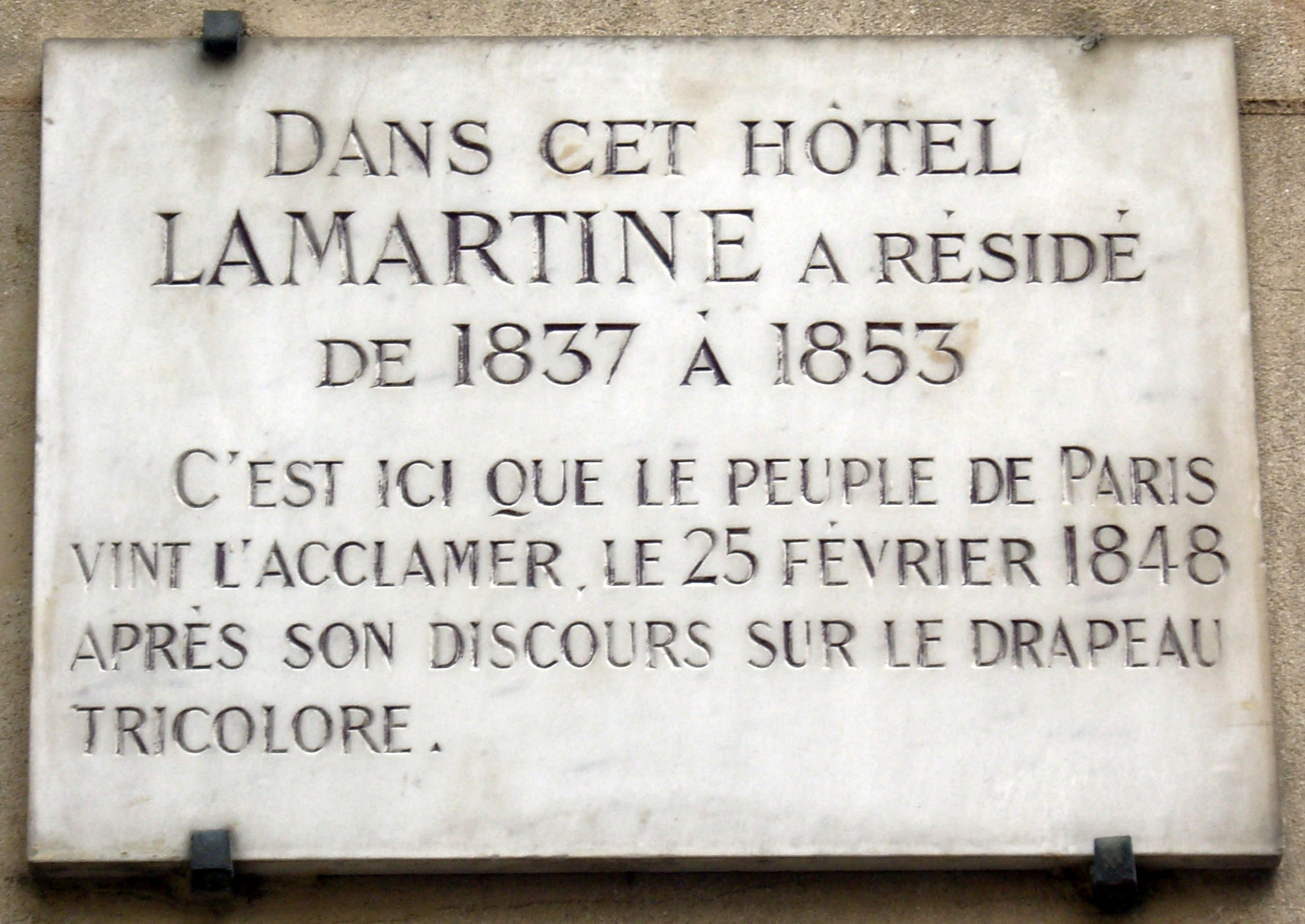
82号，阿尔方斯·德·拉马丁故居.
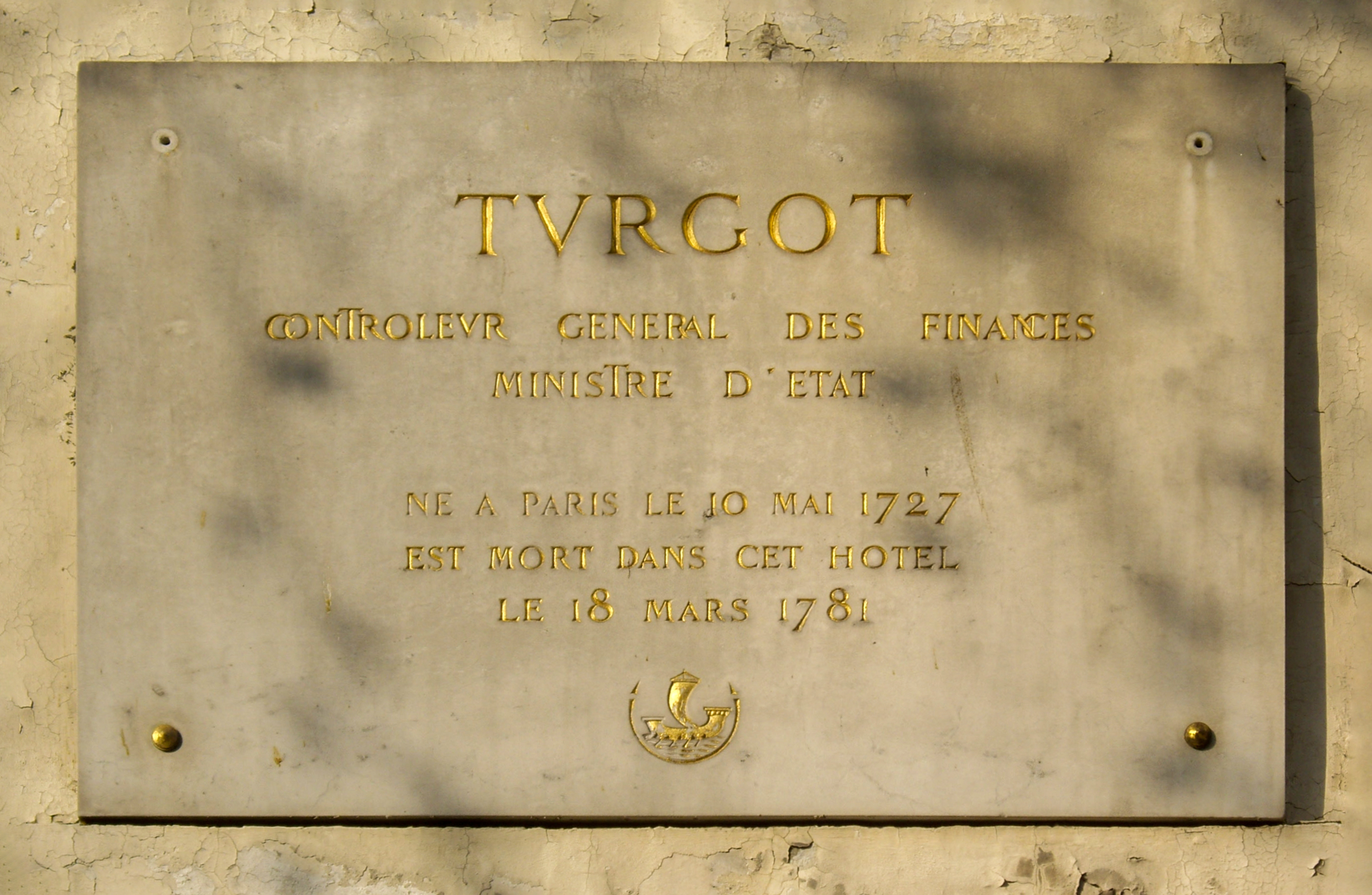
108号，杜尔哥故居